# García Sánchez
García Sánchez (* 1009; † 13. Mai 1029 in León) war von 1017 bis 1029 Graf von Kastilien.

## Leben
García war der Sohn von Sancho García, Graf von Kastilien. Er folgte 1017 nach dem Tod seines Vaters als Graf von Kastilien. Da noch minderjährig, war seine Mutter Urraca bis 1025 Regentin. Großen Einfluss auf die Regierung hatte sein Schwager König Sancho III. von Navarra, der mit Garcías älterer Schwester Munia Mayor verheiratet war. García wurde 1029 in León ermordet, wo er Infantin Sancha heiraten sollte. Bestattet wurde er im Kloster San Salvador de Oña, das sein Vater 1011 gegründet hatte. In der Grafschaft Kastilien folgten ihm seine Schwester Munia Mayor und deren Gatte Sancho III. von Navarra.

## Familie
Garcia war mit Sancha von León (* 1013; † 1067), der Tochter von König Alfons V., verlobt. Sancha heiratete 1032 Ferdinand, den Sohn von Sancho III. von Navarra und Munia Mayor, der 1035 König von Kastilien wurde.